# The College Dropout Video Anthology
A The College Dropout Video Anthology Kanye West amerikai rapper The College Dropout (2004) albumának kislemezeit és videóklipjeit tartalmazó DVD, amely 2005. március 22-én jelent meg. Szerepeltek rajta korábban ki nem adott videók a Two Words, a Slow Jamz, a Through the Wire és az All Falls Down dalokhoz, míg a Jesus Walks és a The New Workout Plan mind a három verziója.
West többször is elmondta, hogy videóklipjei nagyon fontosak neki és kulcsfontosságú része művészetének. Ő volt a rendezője a Jesus Walk három verziójának és az All Falls Downnak.
A Jesus Walk első videóklipjét elutasította az MTV, mert úgy találták nem adhatják le televízióban, ezért West forgatott egy második klippet csak az MTV-nek, illetve elkészült a harmadik verziója is, amelyet alig lehetett látni a DVD megjelenése előtt.
A DVD-vel együtt kiadtak egy CD-t is, amelyen hét kiadatlan West-dal szerepelt. Ezek a The College Dropout dalainak remixei vagy hangszeres verziói, illetve a korábban soha meg nem jelent It’s Alright és Heavy Hitters.
2006. június 12-én arany minősítést kapott az Amerikai Hanglemezgyártók Szövetségétől (RIAA), 50 ezer eladott példányért.

## Szakaszok
| DVD    | DVD                                                                         | DVD                 | DVD   | DVD | DVD | DVD | DVD | DVD | DVD |
|        | Cím                                                                         | Rendező(k)          | Hossz |     |     |     |     |     |     |
| ------ | --------------------------------------------------------------------------- | ------------------- | ----- | --- | --- | --- | --- | --- | --- |
| 1.     | Through the Wire                                                            | West Coodie & Chike | 4:54  |     |     |     |     |     |     |
| 2.     | Slow Jamz (előadta: Twista; Kanye West és Jamie Foxx közreműködésével)      | Fat Cats West       | 3:34  |     |     |     |     |     |     |
| 3.     | All Falls Down (Syleena Johnson közreműködésével)                           | Chris Milk West     | 4:05  |     |     |     |     |     |     |
| 4.     | Two Words (Mos Def, Freeway és a Harlemi fiúkórus közreműködésével)         | West Coodie & Chike | 4:43  |     |     |     |     |     |     |
| 5.     | Jesus Walks (Church version)                                                | Michael Haussman    | 4:04  |     |     |     |     |     |     |
| 6.     | Jesus Walks (Chris Milk version)                                            | Milk                | 4:06  |     |     |     |     |     |     |
| 7.     | Jesus Walks (Street version)                                                | West Coodie & Chike | 4:18  |     |     |     |     |     |     |
| 8.     | Jesus Walks (A videó gyártása)                                              |                     | 66:56 |     |     |     |     |     |     |
| 9.     | The New Workout Plan (Extended version, Fonzworth Bentley közreműködésével) | Little X West       | 8:06  |     |     |     |     |     |     |
| 104:46 |                                                                             |                     |       |     |     |     |     |     |     |

| Bónusz CD (Összes dal producere Kanye West, a The New Workout Plan (Remix) kivételével, melynek producere Lil Jon | Bónusz CD (Összes dal producere Kanye West, a The New Workout Plan (Remix) kivételével, melynek producere Lil Jon | Bónusz CD (Összes dal producere Kanye West, a The New Workout Plan (Remix) kivételével, melynek producere Lil Jon | Bónusz CD (Összes dal producere Kanye West, a The New Workout Plan (Remix) kivételével, melynek producere Lil Jon | Bónusz CD (Összes dal producere Kanye West, a The New Workout Plan (Remix) kivételével, melynek producere Lil Jon | Bónusz CD (Összes dal producere Kanye West, a The New Workout Plan (Remix) kivételével, melynek producere Lil Jon | Bónusz CD (Összes dal producere Kanye West, a The New Workout Plan (Remix) kivételével, melynek producere Lil Jon | Bónusz CD (Összes dal producere Kanye West, a The New Workout Plan (Remix) kivételével, melynek producere Lil Jon | Bónusz CD (Összes dal producere Kanye West, a The New Workout Plan (Remix) kivételével, melynek producere Lil Jon | Bónusz CD (Összes dal producere Kanye West, a The New Workout Plan (Remix) kivételével, melynek producere Lil Jon |
| | Cím | Producer(ek) | Hossz | | | | | | |
| --- | --- | --- | --- | --- | --- | --- | --- | --- | --- |
| 1. | We Don’t Care (Reprise) (Keyshia Cole közreműködésével)                                                           | | 2:57 | | | | | | |
| 2. | Jesus Walks (Remix) (Mase és Common közreműködésével)                                                             | | 4:58 | | | | | | |
| 3. | It’s Alright (Mase és John Legend közreműködésével)                                                               | | 3:51 | | | | | | |
| 4. | The New Workout Plan (Remix) (Fonzworth Bentley, Luke és Twista közreműködésével)                                 | | 4:02 | | | | | | |
| 5. | Heavy Hitters (a GLC közreműködésével)                                                                            | | 3:56 | | | | | | |
| 6. | Two Words (Cinematic) (a Harlemi fiúkórus közreműködésével)                                                       | | 4:06 | | | | | | |
| 7. | Never Let Me Down (Cinematic)                                                                                     | | 5:16 | | | | | | |
| 29:03 | | | | | | | | | |

Feldolgozott dalok
- We Don’t Care: I Just Wanna Stop, eredetileg: The Jimmy Castor Bunch.
- Jesus Walks (Remix): Walk With Me, eredetileg: The Arc Choir.
- Two Words: Peace And Love (Amani Na Mapenzi) - Movement IV (Encounter), eredetileg: Mandrill.
- Never Let Me Down: Maybe It’s The Power Of Love, szerezte: Michael Bolton és Bruce Kulick.

## Minősítések
| Régió (Szervezet)       | Minősítés  | Példányszám |
| ----------------------- | ---------- | ----------- |
| Egyesült Államok (RIAA) | Aranylemez | 50 000      |